# Powiśle Lubelskie

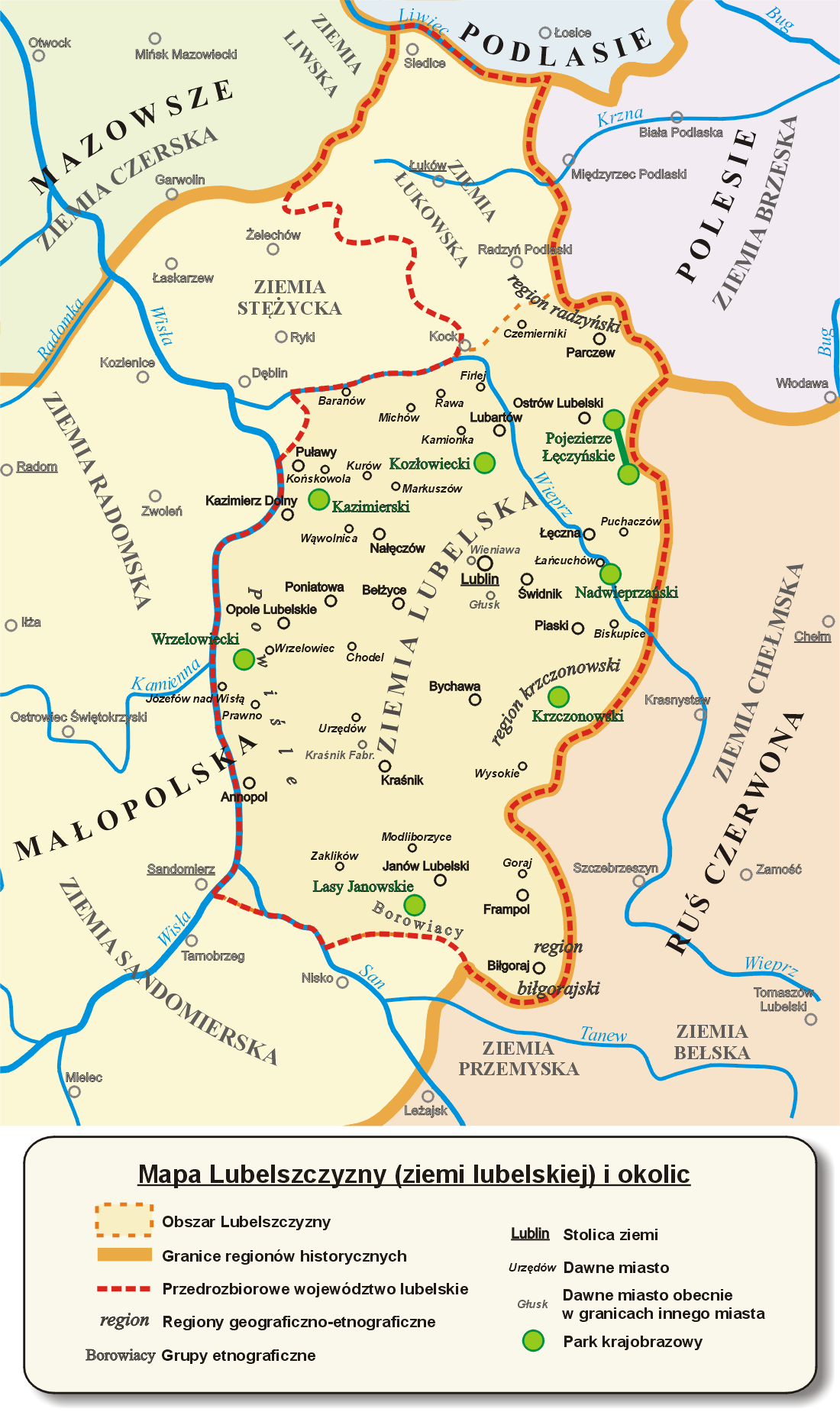
Lubelszczyzna z zaznaczonym Powiślem Lubelskim

Powiśle Lubelskie – region etnograficzny na wschodnim brzegu rzeki Wisły, należący do Lubelszczyzny. Znajduje się w środkowo-zachodniej części województwa lubelskiego.
Do miast tego regionu zalicza się: Józefów nad Wisłą, Opole Lubelskie.
Jan Stanisław Bystroń zaliczał Powiśle do terenów rdzennie polskich.
Obszar Powiśla Lubelskiego w dużo większym stopniu niż reszta Lubelszczyzny podlegał wpływom kultury i gwary mazowieckiej. Janusz Kamocki wyróżnił tutejszą ludność jako osobną podgrupę Lubliniaków.
W 1996 roku zostało założone Regionalne Towarzystwo Powiślan w Wilkowie nad Wisłą. RTP wydaje pismo "Powiśle Lubelskie" i książki poświęcone przede wszystkich historii regionu.